# Фирая (община Щръбце)
Фирая (на албански: Firajë; на сръбски: Фираја) е село в Косово, разположено в община Щръбце, окръг Феризово. Намира се на 1059 метра надморска височина. Населението според преброяването през 2011 г. е 1103	души, от тях: 1103 (100,00 %) албанци.

## Население
Численост на населението според преброяванията през годините:
- 1948 – 627 души
- 1953 – 691 души
- 1961 – 686 души
- 1971 – 749 души
- 1981 – 926 души
- 1991 – 980 души
- 2011 – 1103 души